# Ballon de contre-pulsion intra-aortique

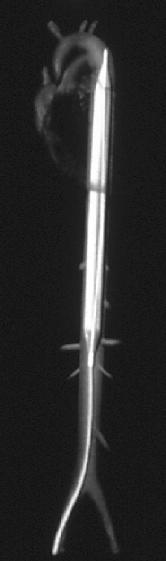
Radiographie d'un ballon de contre-pulsion intra-aortique.

Le ballon de contre-pulsion intra-aortique est une technique invasive utilisée comme soutien au muscle cardiaque. C'est un dispositif temporaire introduit par l'artère fémorale et utilisé, entre autres, lorsque le cœur est en état de choc cardiogénique. Son effet est de diminuer le besoin en oxygène du cœur, d'améliorer le débit cardiaque et d'améliorer la perfusion coronaire du cœur.

## Technique
L'accès se fait par ponction de l'artère fémorale en utilisant la technique de Seldinger. Après placement d'un introducteur dans l'artère, le ballon est monté sur un guide métallique et placé dans l'aorte descendante. La position du ballon dans l'aorte est essentielle, ce qui explique que le placement de ce ballon se fait généralement sous contrôle radioscopique. Il faut en effet s'assurer que le ballon ne soit pas trop haut dans l'aorte horizontale, ni trop bas en étant plus bas que les ostia des artères rénales.
Le ballon de contre-pulsion est gonflé à l'hélium et dégonflé successivement en liaison avec le rythme cardiaque du patient, capté soit par un ECG, soit par un capteur de pression intra-artérielle branché sur le ballon. Le gaz utilisé a une faible viscosité, permettant un gonflage-dégonflage rapide. Il est également absorbé rapidement par le sang en cas de rupture du ballon. Les inflations sont programmées pour que le ballon soit gonflé en diastole. C'est pendant cette phase du cycle cardiaque que les coronaire sont perfusées : le gonflement du ballon en diastole permet grâce à la fermeture simultanée de la valve aortique de garder une pression artérielle diastolique élevée et ainsi d'améliorer la perfusion des artères coronaires. Le ballon de contre-pulsion est dégonflé en systole. Ceci permet au ventricule d'éjecter le sang avec moins d'effort, puisque le dégonflement provoque une chute de la pression aortique et une aspiration du sang éjecté. La facilitation d'éjection permet de diminuer le besoin en oxygène du muscle cardiaque.
La mise systématique sous anticoagulants (héparine) reste discutée. 

## Contre-indications
Les principales contre-indications à la pose d'un ballon de contre-pulsion intra-aortique sont l'insuffisance valvulaire aortique, la dissection aortique et l'anévrisme de l'aorte.

## Complications
Les risques de complications sont majorés lorsque le ballon est posé pour une durée supérieure à 48 heures. Les principales complications sont vasculaires avec le risque d'ischémie aigüe de membre, de rupture vasculaire et d'hémorragie, de par l'abord vasculaire. La malposition du ballon peut provoquer une ischémie mésentérique, voire rénale. Les autres complications comprenant la maladie des embols de cholestérol, les accidents vasculaires cérébraux, les infections (surtout après 7 jours) et la rupture du ballon sont moins fréquentes. Plus rarement on peut voir une thrombopénie, une anémie hémolytique, une neuropathie périphérique, une lymphocèle...

## Résultats
En cas de choc cardiogénique, le débit cardiaque est augmenté de l'ordre de 500 ml/min, avec une diminution de la production de lactates. Sa mise en place n'entraîne cependant aucune amélioration en termes de mortalité à un mois, ou à un an, de même pour le risque de récidive d'accident cardio-vasculaire ou la qualité de vie.